# Конгерові
Конгерові (Congridae) — родина риб, що містить морських і садових вугрів. Містить багато важливих промислових видів. Родина містить 180 видів з 32 родів. Зазвичай мешкають у тропічних і субтропічних водах.
Найбільшим представником родини є морський вугор європейський Conger conger, довжина якого сягає 3 м, при вазі до 160 кг.

## Систематика
Родина Congridae
- Підродина Bathymyrinae
  - Ariosoma (27 видів)
  - Bathymyrus (3 види)
  - Chiloconger (2 види)
  - Parabathymyrus (5 видів)
  - Paraconger (7 видів)
- Підродина Congrinae
  - Acromycter (5 видів)
  - Bassanago (4 види)
  - Bathycongrus (22 видів)
  - Bathyuroconger (2 види)
  - Blachea (2 види)
  - Castleichthys (1 вид)
  - Conger (14 видів)
  - Congrhynchus (1 вид)
  - Congriscus (3 види)
  - Congrosoma (1 види)
  - Diploconger (1 види)
  - Gnathophis (27 видів)
  - Japonoconger (3 види)
  - Kenyaconger (1 види)
  - Lumiconger (1 види)
  - Macrocephenchelys (2 види)
  - Poeciloconger (1 види)
  - Promyllantor (3 види)
  - Pseudophichthys (1 види)
  - Rhynchoconger (7 видів)
  - Scalanago (1 види)
  - Uroconger (4 види)
  - Xenomystax (5 видів)
- Підродина Heterocongrinae (Садові вугрі)
  - Gorgasia (14 видів)
  - Heteroconger (21 видів)

## Галерея

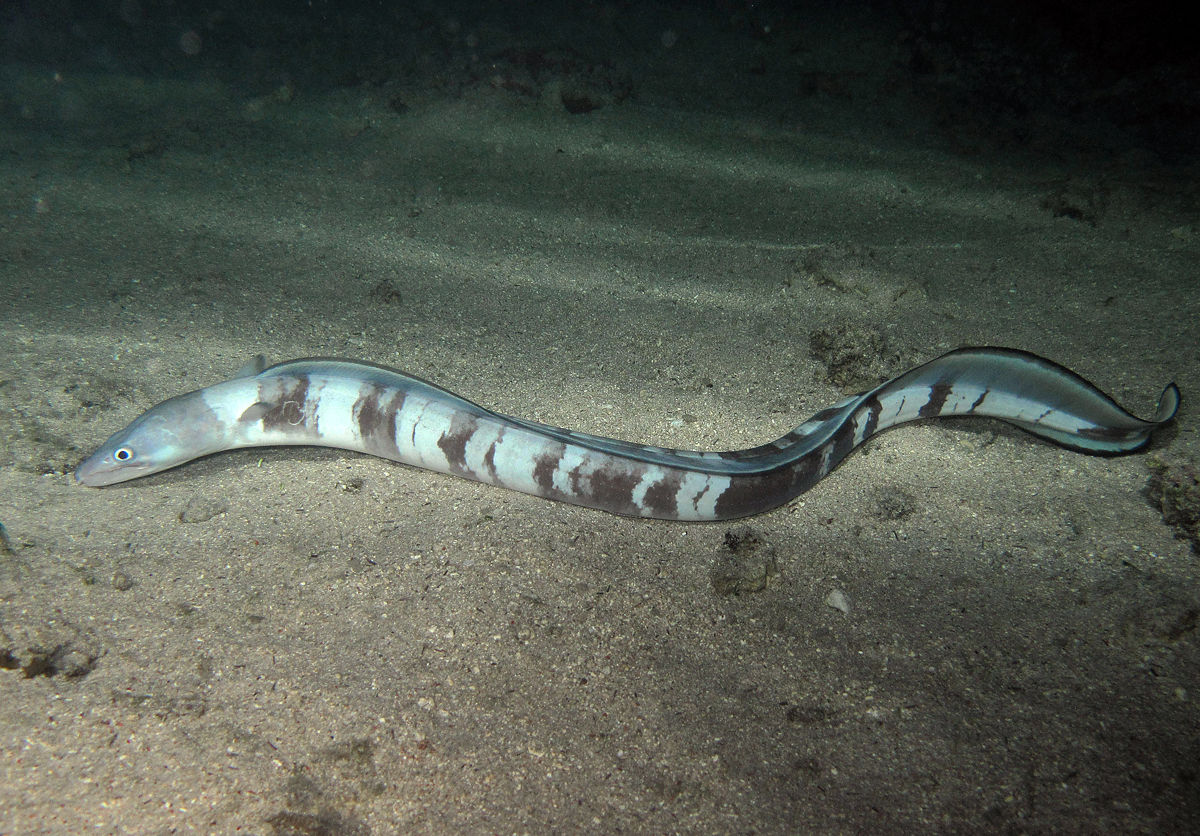
Conger cinereus біля берегів острова Реюньйон.
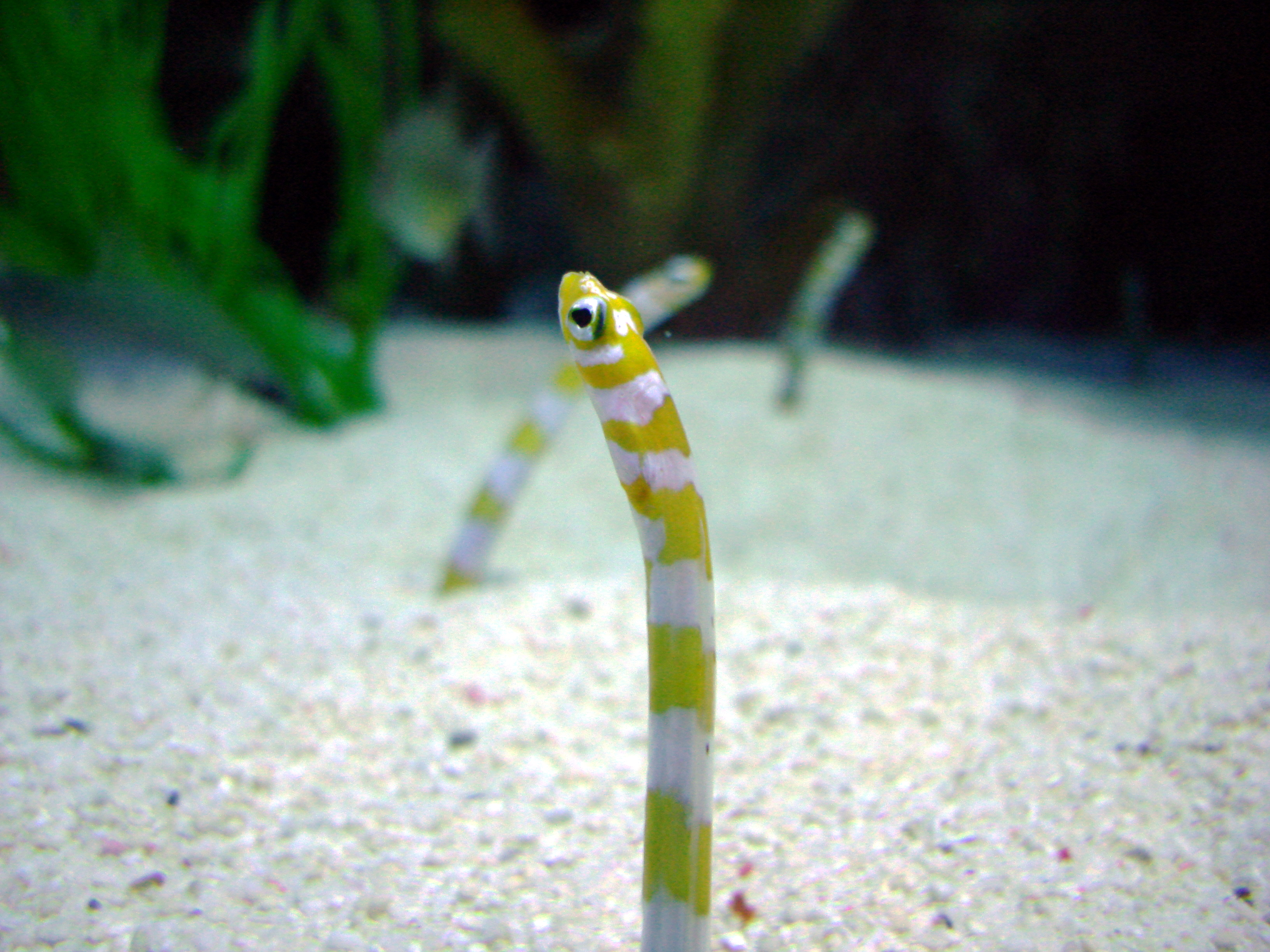
Gorgasia preclara в  Акваріумі Шедда.
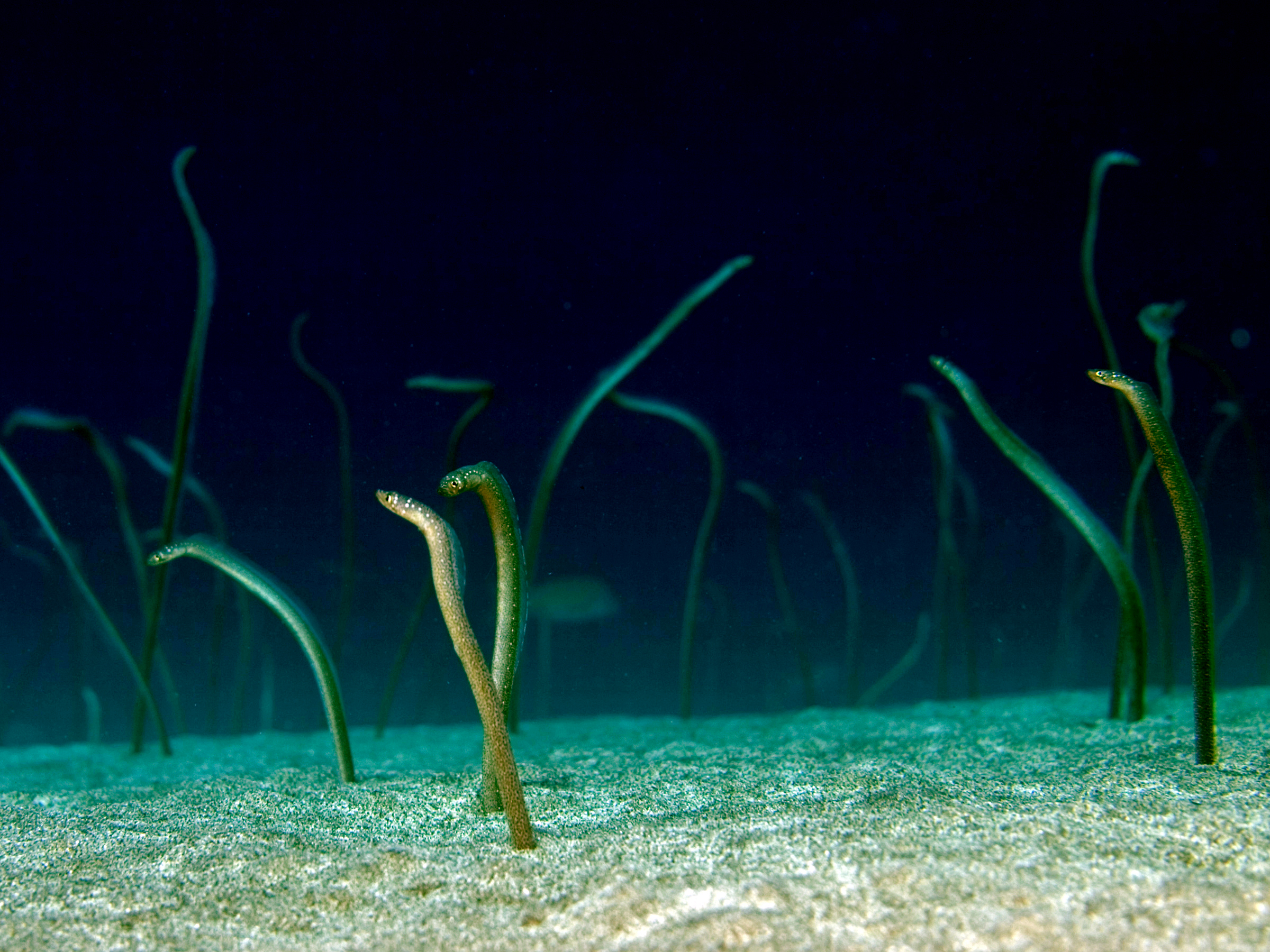
Gorgasia barnesi на мулистих ґрунтах біля узбережжя Східного Тимору.
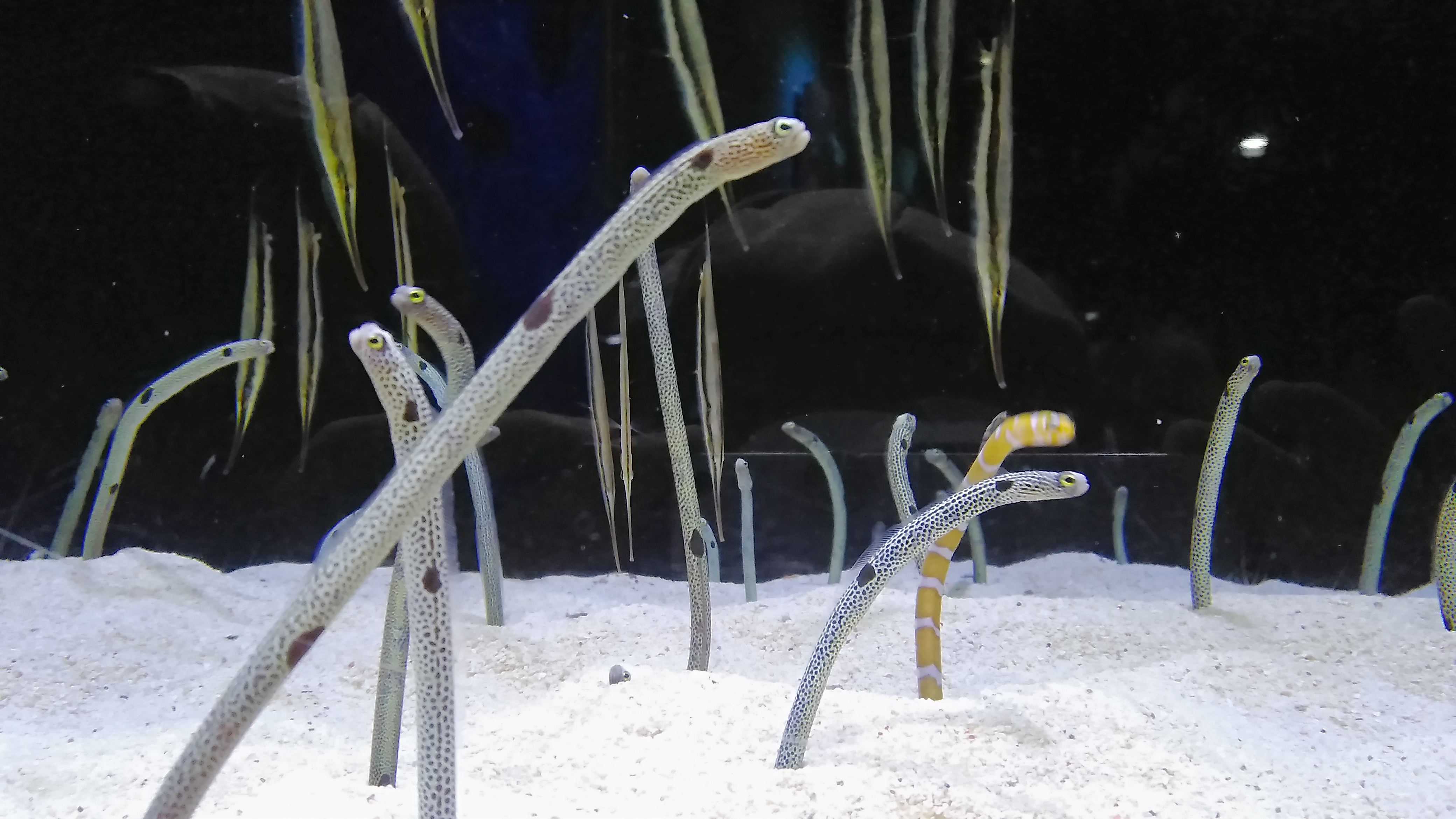
Садові вугри в Акваріумі COEX (Сеул).
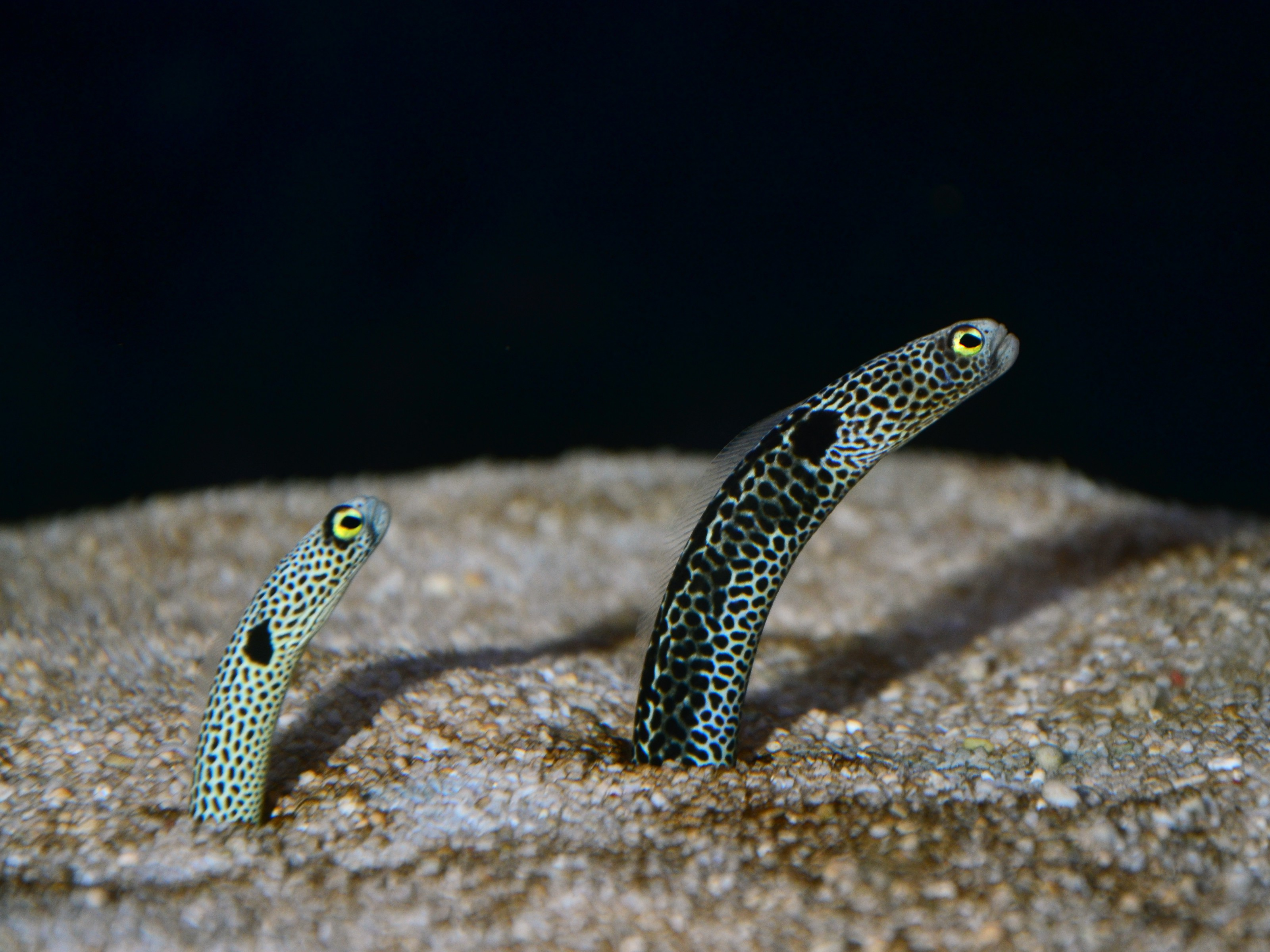
Heteroconger hassi